# Damien Duff
Damien Duff (* 2. března 1979, Ballyboden, Irsko) je bývalý irský fotbalový záložník a reprezentant. Barvy irského národního týmu hájil 14 let, odehrál v něm rovných 100 zápasů a zúčastnil se Mistrovství světa 2006 v Německu a EURA 2012 v Polsku a na Ukrajině.

## Klubová kariéra
Duff přestoupil do Blackburnu v roce 1996 z Leicesteru City. Duff pomohl klubu vrátit se zpět do Premier League v roce 2001 a o dvě sezony později pomohl svými 11 ligovými góly Blackburnu k šestému místu.
Po sezoně přestoupil do Chelsea za 17 milionů liber. S Chelsea dvakrát vyhrál anglickou Premier League a dostal se i do semifinále Ligy mistrů UEFA. V červenci roku 2006 Duff odešel do Newcastlu za 5 milionů liber. Jeho debut byl v Poháru UEFA proti lotyšskému FK Ventspils. V Newcastlu Duff však nestřílel moc gólů a po sestupu do Football League Championship odešel do Fulhamu, který trénoval Roy Hodgson, jeho bývalý trenér z Blackburnu. Duffův první zápas za Cottagers byl v předkole Evropské ligy UEFA proti ruskému klubu FK Amkar Perm, který Fulham vyhrál 3:1. V Evropské lize se mu dařilo, ve čtvrtfinále proti Wolfsburgu vstřelil vítězný gól a zápas skončil výsledkem 2:1. S Fulhamem si nakonec zahrál i finále, ve kterém však Fulham podlehl španělskému Atléticu Madrid.

## Reprezentační kariéra
Duff debutoval v reprezentačním A-mužstvu Irska 25. 3. 1998 v přátelském utkání v Olomouci proti Česku (porážka 1:2). Zahrál si na mistrovství světa v roce 2002 v Německu, kdy dokonce vstřelil gól na konečných 3:0 proti Saúdské Arábii. Další velké akce se dočkal v roce 2012, kdy se s národním týmem probojoval na mistrovství Evropy v Polsku a na Ukrajině. V základní skupině C, ve které Irsko hrálo společně s oběma finalisty, Španělskem a Itálií, tým nezískal ani bod. Duff v irské reprezentaci zaznamenal v letech 1998–2012 celkem 100 zápasů a 8 gólů.

## Osobní život
V červnu 2010 se Duff oženil s jeho přítelkyní Elaine.[zdroj?]

## Úspěchy

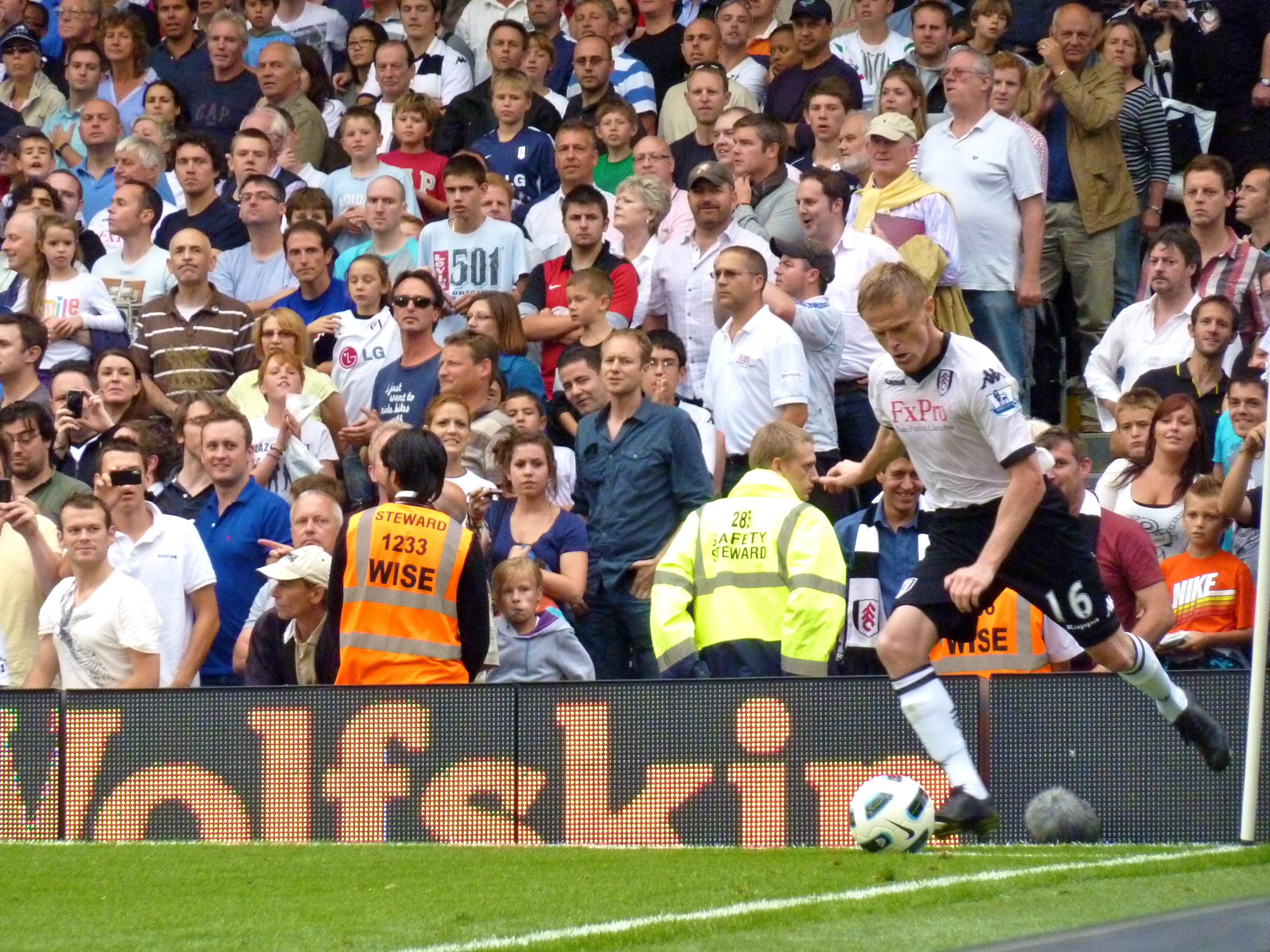
Duff rozehrávající rohový kop v zápase proti Manchesteru United (2010)

Blackburn Rovers
- Football League Cup
  - Vítěz – 2001–02

 Chelsea FC
- Premier League
  - Vítěz – 2004–05, 2005–06
- Football League Cup
  - Vítěz – 2004–05
- Community Shield
  - Vítěz – 2005

 Newcastle United
- UEFA Intertoto Cup
  - Vítěz – 2006

 Fulham
- UEFA Europa League
  - Finalista – 2010